# Gém György
Gém György (Budapest, 1949. május 7. –) film- és tv-rendező, szerkesztő, forgatókönyvíró. Édesapja G. Dénes György (1915–2001) szövegíró volt, az öccse Gém Zoltán vízilabdázó, a Starfactory musical szerzője.

## Életpályája
1967–1968 között a Mafilmnél gyakornok és rendezőasszisztens volt. 1969-ben a Metrimpexnél dolgozott. 1970–1972 között a Magyar Televízió külső, 1972-től belső munkatársa. 1977–1981 között a Színház- és Filmművészeti Főiskola tv szerkesztő-rendező szakán tanult. 1982–1997 között a Fiatal Művészek Stúdiójában, a drámai, szórakoztató, zenei főszerkesztőségen rendező volt. 1994 óta az UMPA Bt. producere és menedzsere. 2001-től Kellér Dezső szerzői jogainak kezelője volt.

## Filmjei
- Ida regénye (1974)
- Megtörtént bűnügyek (1974-1976)
- Mese habbal (1977)
- Zenés TV Színház (1977)
- Szőrmentén (1978)
- A bunker (1978)
- Modellfilm (1980)
- Empátia (1981)
- Börtönben az uram (1981)
- A kékszakállú herceg vára (1981)
- Halál (1982)
- Doktorrá fogadom (1984)
- Az iskolamester (1985)
- Zseni és János (1991)
- Az éjszaka (1992)
- Könnyek tengere (1992)
- Sötét idők (1996)
- Hajrá Honvéd (1997)